# Telefon Tel Aviv
Telefon Tel Aviv är en Chicago-baserad elektronisk musik-artist som tidigare var en grupp. De är kända för sin musik inom genrerna IDM och Electronica.

## Historia
Telefon Tel Aviv grundades år 1999 av Charles Cooper och Joshua Estis. Deras första album, Fahrenheit Fair Enough, släpptes under hösten år 2001. 2002 släppte de en EP på skivbolaget Hefty Records. 2004 släppte bandet sitt andra album, Map of What is Effortless, och ett remixalbum som passande nog hette Remixes Compiled släpptes 2007. Den 20 januari 2009 släpptes bandets tredje album, Immolate Yourself, på skivbolaget BPitch Control. Immolate Yourself kom som högst upp på plats 17 på Billboard-listan för elektronisk musik.

## Charlie Coopers död
Den 22 januari 2009, två dagar efter releasen av Immolate Yourself, skrev Joshua Estis på bandets myspace att Charlie Cooper hade dött. Samma sak stod på bandets officiella hemsida; "Charles Wesley Cooper III / April 12, 1977 - January 22, 2009". Två CBS2 Chicago-artiklar bekräftade att han försvunnit den 21 januari för att senare hittas död. Den 30 januari 2009 skrev Joshua Estis att alla planer på turnéer var nedlagda och att framtiden för bandet var oklar. Den 22 mars 2009 skrev Joshua Estis att han kommer uppträda med en nära vän till gruppen, Fredo Nogueira. Den 22 juli 2009 skrev Joshua Estis att Charlie Coopers död inte var självmord utan att han dog till följd av en olycklig mix av alkohol och sömnpiller. Han skrev detta därför att det spreds en mängd rykten om Coopers död.
Louisiana Mourning, en EP gjord av en vän Benn Jordan (också känd som bland annat The Flashbulb), är dedicerad till Charles Cooper.

## Produktion
Bandet har i intervjuer sagt att de använder följande mjukvara: Digidesign Pro Tools, Native Instruments Reaktor, Native Instruments Electronic Instruments 2 XT och Ableton Live. Bandet har även bidragit med samples till Native Instruments Synthetic Drums 2 sample pack.
I deras senaste album så har bandet gått tillbaka till analogt; de påstår att det får låtarna att "låta mer verkliga".

## Diskografi
Studioalbum
- Fahrenheit Fair Enough (2001)
- Map of What Is Effortless (2004)
- Immolate Yourself (2009)

EP
- Immediate Action #8 (2002)
- You Are the Worst Thing in the World (Remixes) (2009)
- Mutek 2003 [live] (2009)
- Immolate Yourself Remixes (2010)

Singlar
- My Week Beats Your Year (2004)
- The Birds [remixes] (2012)

Samlingsalbum
- Remixes Compiled (2007)